# Tornade du 18 août 1890 à Dreux
La tornade du 18 août 1890 est un phénomène météorologique violent qui a affecté Dreux, la vallée de la Blaise, la vallée de l'Eure et le village de Brissard dans la soirée un peu après 22 heures.

## Description du phénomène
Dans les descriptions données par les témoins, de gros cumulonimbus noirs se déplaçaient vers la ville, en provenance du sud vers 22h. Ce nuage projetait des éclairs en permanence, puis commence à tonner accompagné par une forte grêle.